# Prince Albert de Prusse

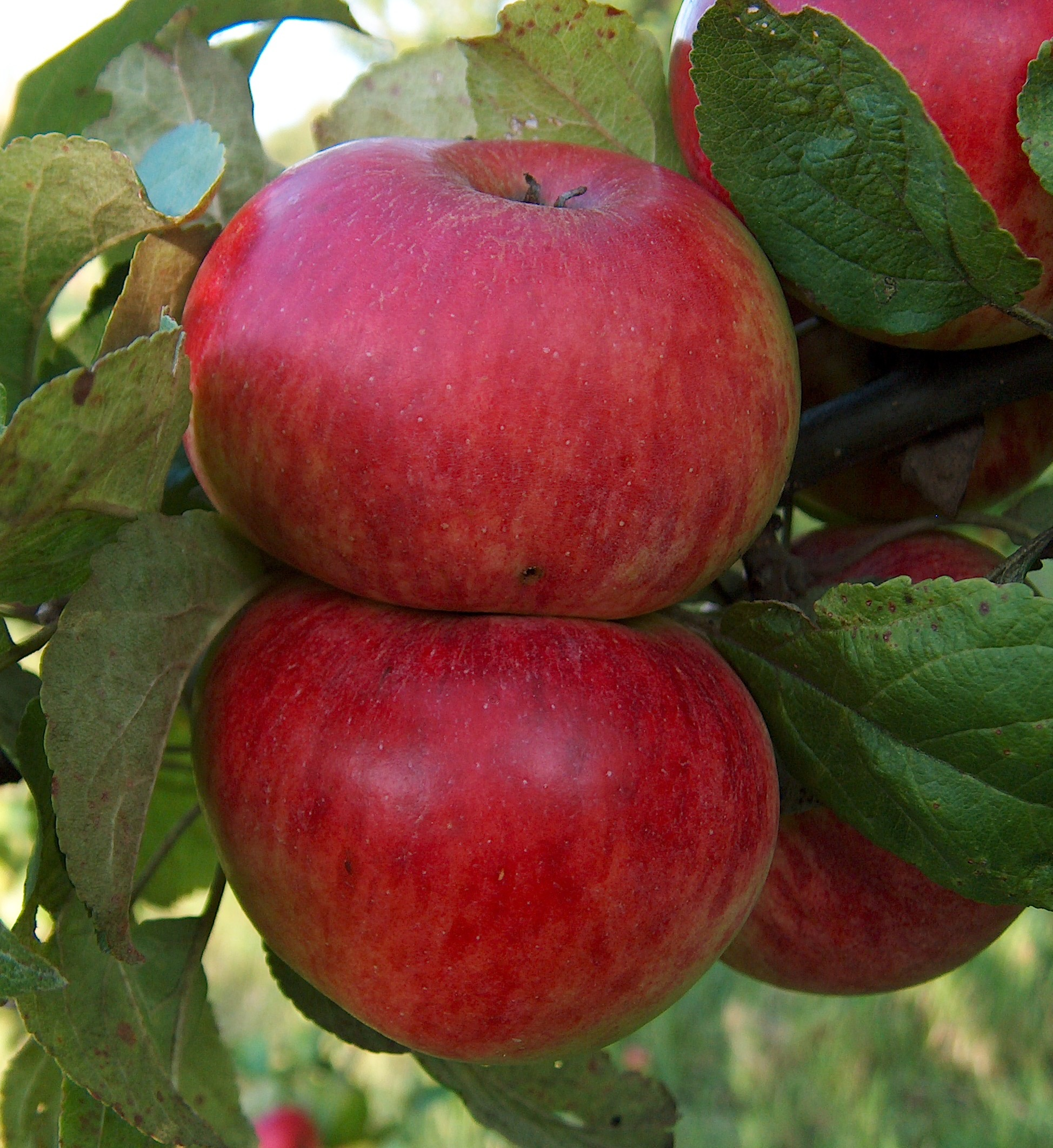
Pommes Prince Albert de Prusse

Prince Albert de Prusse est le nom d'un cultivar de pommier domestique et par extension celui de sa pomme.

## Synonymes
- Prince Albert,
- Prinz Albrecht Von Preussen.

## Origine
Kamenz, Silésie, Allemagne, vers 1865. Probablement un semis de Grand Alexandre.

## Description
- Usage: à cuire, à jus, à cidre
- Calibre: moyen
- Peau: très rouge à maturité
- Chair: semi-ferme[1], aigre-douce, très aromatique

## Pollinisation
Variété diploïde, autostérile, ("bon pollen")
- Groupe de floraison: - C[2]. - D[3].

## Susceptibilités et résistances aux maladies
- tavelure: sensible
- Mildiou: sensible

## Culture
- Cueillette: mi-septembre
- Consommation: jusque décembre au moins